# Gumby: Il Film
Gumby: Il Film (noto anche come  Gumby 1) è un film d'avventura americano in stop-motion del 1995, che ha come personaggio principale Gumby. Il film è dedicato a Sathya Sai Baba.
Il film, uscito il 4 ottobre 1995 e distribuito in Italia da Telepiù Bambini a partire dall'aprile 1997, è stato per lo più stroncato dalla critica; divenne un flop al box office, guadagnando solamente 57 100 dollari contro il suo budget di produzione di circa 2,8 milioni di dollari. Sebbene gran parte del suo fallimento finanziario possa essere attribuito al suo lancio poco diffuso nelle sale cinema il film, tuttavia, ha raggiunto uno status culturale grazie ai suoi fan, spopolando soprattutto come home video, vendendo rapidamente un milione di copie su VHS: per questo motivo, ha in seguito ricevuto una proiezione rimasterizzata nel 2007, al Tribeca Film Festival.

## Trama
Quando la società EZ Loan delle Teste Quadrate G e J (originariamente chiamate come Blockheads) minaccia di portare via le fattorie appartenenti ai piccoli agricoltori perché non sono in grado di pagare i prestiti, Gumby e la sua band, i Clayboys, decidono di tenere un concerto di beneficenza per salvare le fattorie. Allo stesso tempo, purtroppo, i malvagi dei Blockheads scoprono che il cane di Gumby, Lowbelly, piange perle quando lo vede esibire con i Clayboys. Quindi, decidono di rapire Lowbelly e costringerlo a piangere perle, per poi arricchirsi: tuttavia, sono ignari del fatto che Lowbelly pianga solamente ogni volta che Gumby si esibisce. Dunque, dopo aver scoperto che hanno bisogno anche di Gumby per estrarre le perle, rapiscono Gumby e i Clayboys per crearne dei cloni robotici.
Con l'aiuto di Pokey, Prickle, Goo, dei fan Tara e Ginger e dell'agente Lucky Claybert, Gumby affronta il suo clone robot ed è ancora in tempo per la sua sessione di registrazione con Claybert. Durante un picnic, Gumby preannuncia che sta aprendo una propria società di prestiti: quest'ultima, incentrata a fornire comodati ragionevoli ai suoi clienti, aiuterà in modo importante le fattorie. Per punire le loro azioni reprobe, i Blockhead sono ora costretti a diserbare e sistemare il giardino di Gumby. Dopo il concerto dal grande successo, Gumby e Pokey tornano nello spazio, sentendosi contenti per ciò che avevano fatto per le fattorie.

## Personaggi e Doppiatori
- Dallas McKennon (al posto di Charles Farrington) dà la voce a Gumby: un giovane ragazzo verde, fatto di argilla.
  - McKennon, inoltre, dà anche la voce al Professor Kapp: uno scienziato esuberante con una voce simile a quella di Ed Wynn, a quella di Fatbuckle (nome derivante da un gioco di parole su Fatty Arbuckle): un uomo rosso, con una grossa cintura[9], quella di Lucky Claybert, un agente simile a Groucho che realizza un video musicale chiamato "Gumbymania" (ufficialmente conosciuto nei titoli di coda come "Take Me Away") e, infine, quella di Nobuckle, un uomo giallo con un tipico accento del New Jersey.
- Art Clokey dà la voce a Pokey: un cavallo rosso parlante, miglior amico di Gumby.
  - Clokey dà anche la voce a Prickle: un dinosauro giallo con una voce simile a Mel Blanc e a Gumbo, padre di Gumby.
- Gloria Clokey dà invece la voce a Goo: una sirena adolescente blu, volante.
- Manny La Carruba dà la voce a Thinbuckle: un adolescente blu con una cintura sottile, molto simile a Gumby e Goo.
- Patti Morse (voce parlante) e Melisa Kary (voce cantante) danno la voce a Tara: una ragazza azzurra, di cui Gumby è innamorato.
- Alice Young dà la voce a Ginger, migliore amica di Tara.
- Janet MacDuff dà la voce a Gumba, moglie di Gumbo e mamma di Gumby.
- Bonnie Rudolph dà la voce a Lowbelly, il cane che piange perle ogni volta che vede Gumby esibirsi.
  - Rudolph dà anche la voce anche alla ragazza che si occupa della fattoria.
- Ozzie Ahlers dà la voce invece allo speaker radiofonico del film.
- Kirby Coleman dà la voce al cantante della canzone "This Way 'N That".
- Anthony McNulty dà invece la voce a "Burnzy".
- Davide Arciere
- Lillian Nicol
- Rick Warren
- Stan Freberg (non presente tuttavia nei titolo di coda).

## Produzione
La produzione del film è stata completata nel termine del 1992. Nonostante ciò, Premavision, società di Art Clockey, non riuscì a trovare un distributore per il film fino al 1995, quando Clockey stesso andò a fondare una piccola società chiamata Arrow Releasing (diversa da Arrow Films), che permise loro di pubblicare la pellicola. John R. Dilworth, che in seguito sarebbe diventato noto per Leone il cane fifone, prodotto da lì a poco da Cartoon Network, è stato consulente per l'animazione del film. Il film è, in aggiunta, dedicato al predicatore indiano Sathya Sai Baba, come viene evidenziato nei titolo di coda.
La colonna sonora è stata composta da Jerry Gerber, che in precedenza aveva lavorato all’omonima serie televisiva, e Marco D'Ambrosio. Inoltre, Ozzie Ahlers, insieme a Gloria Clokey, ha prodotto le canzoni "Take Me Away", "Ark Park" e "This Way'n That", che figurano in molte delle parti del film. Ahlers è stato anche responsabile dell'assunzione del chitarrista del gruppo Starship Craig Chaquico, per suonare le rispettive parti di chitarra elettrica.

## Distribuzione
Il film è stato pubblicato in distribuzione limitata solamente in 21 sale statunitensi, il che ha portato alla sua poca diffusione in cinema di altri paesi.
In Italia è stato distribuito nei cinema a partire dal 4 ottobre 1995.

### Home Video
Il film è stato distribuito anche come home video su VHS da KidVision e Astral Home Video il 26 dicembre 1995, ultim’opera della società prima di diventare defunta. L'anno successivo, la Warner Home Video pubblicò il film su VHS, diventando uno dei primi dieci distributori dell’epoca, vendendo complessivamente circa un milione di copie in questo formato. In seguito, nel 1997, il film è stato trasmesso in TV in Italia da Telepiù Bambini, nel periodo di aprile. È stato poi successivamente pubblicato su DVD con una durata di 77 minuti da Classic Media il 22 aprile 2008, per poi essere rilisciato in Blu-ray il 5 settembre 2017 dalla NCircle Entertainment.
Nel 28 maggio 2021, La rivista RiffTrax ha pubblicato il proprio commento al film.

## Accoglienza

### Incassi
Rilasciato il 4 ottobre del 1995, è considerato un flop dato l’incasso di solamente 57.100 dollari, contro i 2,8 milioni stanziati per la sua produzione.

### Critica
Sul sito Rotten Tomatoes, il film è stato approvato solamente al 20% sulla base delle recensioni di cinque critici.
David Kronke del Los Angeles Times ha descritto la sceneggiatura del film come "lenta e monotona", andando a criticare soprattutto i dialoghi: li ha definiti come poco sofisticati e dettagliati, realizzati frettolosamente.
Il sito Common Sense Media ha valutato il film con due stelle su cinque, affermando: "L'animazione in questa film sembra antiquata, la storia è poco scorrevole e semplice. Procede molto lentamente, non è particolarmente divertente oltre ad essere ripetitiva"; "sembra avere, tuttavia, un fascino particolare specialmente sui fan di lunga data del personaggio".
Diversi critici si sono concentrati sull'animazione, in particolare sul fatto di come erano state usate tecnologie meno avanzate rispetto ai film della stessa data, come Toy Story, Pocahontas e film in stop-motion come The Nightmare Before Christmas, del 1993.